# شوكو نيهونغي
شوكو نيهونغي (باليابانية: 続日本紀) هو كتاب في التاريخ الياباني كتب بمهمة من الإمبراطور وتم إنجاز العمل فيه في عام 797، ويعتبر ثاني كتب التاريخ الوطني الست، والتي أتت بعد كتابي نيهون شوكي ونيهون كوكي. يعتبر هذا الكتاب من أهم المصادر لدراسة التاريخ الياباني في فترة نارا.
يغطي الكتاب فترة 95 عام من بداية فترة حكم الإمبراطور مومو في عام 697 وحتى السنة العاشرة من فترة حكم الإمبراطور كامو في عام 791 مارا بتسع فترات إمبراطورية.
الكتاب يتألف من 40 مجلدا، وهو مكتوب بكامله بأحرف كانبون (اليابانية التقليدية).

## وصلات خارجية
- نص كتاب شوكو نيهون باللغة اليابانية.